# Ivan Dyulgerov
Ivan Dyulgerov (tiếng Bulgaria: Иван Дюлгеров; sinh 15 tháng 7 năm 1999) là một cầu thủ bóng đá Bulgaria thi đấu ở vị trí thủ môn cho Cherno More Varna.

## Sự nghiệp
Là một sản phẩm của học viện Cherno More, Dyulgerov gia nhập đội chính như là thủ môn lựa chọn thứ 3 vào tháng 1 năm 2016, sau sự ra đi của Iliya Nikolov. Anh ra mắt cho Cherno More trong chiến thắng 3–1 sân khách trước Neftochimic Burgas ngày 19 tháng 3 năm 2017, thi đấu hết 90 phút. Trong hiệp một, anh bị phạm lỗi với Ivan Valchanov trong vòng cấm, nhưng anh đã cản phá được cú sút phạt đền của Galin Ivanov. Sau đó, Dyulgerov giành được danh hiệu Cầu thủ xuất sắc nhất trận đấu.

## Sự nghiệp quốc tế
Dyulgerov được triệu tập vào đội hình U-18 Bulgaria cho trận giao hữu trước U-19 Georgia ngày 11 tháng 6 năm 2017. Anh ra mắt khi vào sân từ dự bị thay cho Dimitar Sheytanov. Ngày 12 tháng 9 năm 2017, Dyulgerov ra mắt cho U-19 Bulgaria trong trận giao hữu trước U-19 Bosnia và Herzegovina.